# Le Roy (villa)
Le Roy es una villa ubicada en el condado de Genesee en el estado estadounidense de Nueva York. En el año 2000 tenía una población de 4,462 habitantes y una densidad poblacional de 639 personas por km².

## Geografía
Le Roy se encuentra ubicada en las coordenadas 42°58′38″N 77°59′33″O / 42.97722, -77.99250.

## Demografía
Según la Oficina del Censo en 2000 los ingresos medios por hogar en la localidad eran de $33,168, y los ingresos medios por familia eran $43,594. Los hombres tenían unos ingresos medios de $36,740 frente a los $21,306 para las mujeres. La renta per cápita para la localidad era de $18,565. Alrededor del 7.3% de la población estaban por debajo del umbral de pobreza.